# Qibya
Qibya (en árabe: قبية‎) es un pueblo palestino en la región de Cisjordania, a unos 20 kilómetros al noroeste de Ramala y justo al norte de la ciudad israelí de Modi'ín. Forma parte de la Gobernación de Ramala y al Bireh, y según la Oficina Central de Estadísticas de Palestina tenía una población aproximada de 6.852 habitantes a mediados de 2023.

## Ubicación
Qibya se encuentra a 19,9 kilómetros (horizontalmente) al noroeste de Ramala. Su término municipal está limitado por las localidades de Ni'lin al este, Shuqba al norte, Budrus y Ni'lin al sur y por la Línea Verde (la frontera palestino-israelí) al oeste.

## Historia
En una cueva de Karst cerca de Qibya se ha encontrado una moneda de la época de la revuelta de Bar Kojba, datada entre los años 134 y 136 d. C., lo que sugiere que algunos de los judíos que se rebelaron contra el dominio romano se refugiaron en esta cueva. También se han encontrado en el pueblo restos de cerámica de los periodos romano, bizantino, mameluco y otomano.

### Periodo otomano
En 1517, el Imperio Otomano conquistó toda Palestina, incluida Qibya, y en el censo de 1596 la aldea aparecía listada como perteneciente a la nahiya de Ramla, en el liwa de Gaza. Tenía una población de 29 hogares, todos ellos musulmanes, y pagaban una tasa de impuestos fijos del 25% sobre el trigo, la cebada, los cultivos de verano, las olivas, los frutales y las cabras y/o colmenas, así como impuestos adicionales por una prensa para oliva y uva; todo esto sumaba un total de 6.000 akçes.
En 1882, el Estudio de Palestina Occidental del Fondo para la Exploración de Palestina describió el pueblo (conocido entonces como Kibbiah) como "una aldea diminuta con olivos, ubicada en tierras altas".

### Mandato británico de Palestina
En el censo de Palestina de 1922, llevado a cabo por las autoridades del Mandato británico de Palestina, Kibbia tenía una población de 694 habitantes, todos ellos musulmanes. La población de Qibya había crecido hasta los 909 habitantes en el censo de 1931, todos musulmanes una vez más, que vivían en 204 hogares.
En las estadísticas de 1945, la población de Qibya era ya de 1.250 habitantes, todos musulmanes, que según una encuesta oficial de tierra y población poseían 16.504 dunams de tierra (16,5 kilómetros cuadrados). De estos, 4.788 dunams se utilizaban para el cultivo de cereales, mientras que 32 dunams tenían consideración de terreno urbanizado.

### Ocupación jordana
Aunque la resolución 181 II de la Asamblea General de las Naciones Unidas estableció la creación de un estado árabe y otro judío en los territorios del antiguo Mandato británico de Palestina, la guerra árabe-israelí de 1948 supuso la ocupación del territorio destinado al estado árabe por parte de Israel, Jordania y Egipto. Qibya, junto al resto de Cisjordania y Jerusalén Este, quedó pues bajo ocupación jordana. 

#### Masacre de Qibya
En octubre de 1953, la localidad palestina de Qibya fue objeto de un ataque israelí que ha pasado a la historia como la masacre de Qibya. Ejecutado por la Unidad 101 y comandado por Ariel Sharon, este ataque del ejército israelí resultó en el asesinato de entre 67 y 69 civiles desarmados (dos tercios de ellos mujeres y niños) y en la destrucción de 45 casas, una escuela y una mezquita.
El 18 de octubre de 1953, el Departamento de Estado de los Estados Unidos emitió una nota de prensa en la que expresaba sus "más profundas condolencias para las familias de quienes perdieron sus vidas" en Qibya, así como la convicción de que los responsables "deberían responder de sus actos y de que se deberían tomar medidas efectivas para impedir incidentes similares en el futuro."
Los Estados Unidos suspendieron temporalmente toda ayuda económica a Israel por su incumplimiento de los acuerdos de armisticio de 1949. El 27 de octubre de ese mismo año, el Consejo de Seguridad de las Naciones Unidas adoptó la resolución 100, condenando al estado sionista de Israel por la brutal masacre que el Tzahal había llevado a cabo en Qibya.
El censo jordano de 1961 contabilizó 1.635 habitantes en Qibya.

### Ocupación israelí

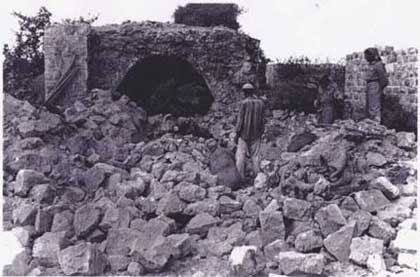
Ruinas de Qibya tras el ataque israelí de 1953.

Tras la guerra de los Seis Días de 1967, Israel ocupó militarmente Cisjordania (incluida Qibya), Jerusalén Este, los Altos del Golán, la Franja de Gaza y la península del Sinaí. Salvo en el caso de esta última, que fue devuelta a Egipto en el marco de los acuerdos de paz de Camp David, la ocupación militar israelí de estos territorios se mantiene a día de hoy. Numerosas resoluciones de las Naciones Unidas, como la resolución 242, han instado a Israel a retirarse a las fronteras anteriores a 1967 reafirmando "la inadmisibilidad de la adquisición de territorio por la fuerza", como aparece descrito en la resolución 2334 del 23 de diciembre de 2016.
Como consecuencia de los acuerdos de Oslo, el 21,5% de la superficie municipal de Qibya está definida como Área B (bajo control militar israelí y control administrativo palestino), mientras que el restante 78,5% está definido como Área C (bajo control militar y administrativo israelí). Israel ha confiscado importantes porciones de la superficie municipal de Qibya para construir su muro de separación de Cisjordania.
Qibya volvió al foco de los medios de comunicación en la campaña de las elecciones generales israelíes de 2001, ante la previsión de que Ariel Sharon se convirtiese en primer ministro de Israel.